# Gian-Luca Itter
Gian-Luca Itter (Gießen, Alemania, 5 de enero de 1999) es un futbolista alemán. Juega como defensa y su equipo es el SpVgg Greuther Fürth de la 2. Bundesliga de Alemania.

## Clubes
| Club                          | País     | Año       |
| ----------------------------- | -------- | --------- |
| VfL Wolfsburgo                | Alemania | 2017-2019 |
| S. C. Friburgo                | Alemania | 2019-2022 |
| SpVgg Greuther Fürth (cedido) | Alemania | 2021-2022 |
| SpVgg Greuther Fürth          | Alemania | 2022-     |